# إف سي فان
نادي فان لكرة القدم (بالأرمنية: Ֆուտբոլային Ակումբ Վան) هو نادي كرة قدم أرمني يقع مقره في مدينة تشارنتساوان يلعب الفريق حالياً في الدوري الممتاز.